# Michael Skelde
Michael Skelde (* 13. August 1973 in Horsens) ist ein ehemaliger dänischer Straßenradrennfahrer.
Michael Skelde begann seine Karriere 1997 beim PSV Köln. In der Saison 1999 wechselte er zum EC Bayer Worringen, wo er eine Etappe der Tour of Rhodes für sich entscheiden konnte. Im Jahr 2000 fuhr er für Cycling Horsens und 2001 wechselte er zum Team Fakta. In seinem ersten Jahr dort wurde er dänischer Meister im Teamzeitfahren zusammen mit Jimmy Hansen und Jørgen Bo Petersen. 2004 wechselte Skelde zu Alessio-Bianchi und 2005 zu Glud & Marstrand Horsens, wo er bis 2007 aktiv blieb. Seitdem ist er Sportlicher Leiter bei dem dänischen Continental Team.
1997 wurde Skelde anlässlich der Dänemark-Rundfahrt positiv auf Testosteron getestet und anschließend wegen Dopings für zwei Jahre gesperrt.

## Familiäres
Er ist der Sohn von Erik Skelde, der ebenfalls als Radrennfahrer aktiv war. 

## Erfolge
1999
- eine Etappe Tour of Rhodes

2001
- Dänischer Meister – Teamzeitfahren (mit Jimmy Hansen und Jørgen Bo Petersen)

## Teams
- 1997 PSV Köln

- 1999 EC Bayer Worringen
- 2000 Cycling Horsens
- 2001 Team Fakta
- 2002 EDS-Fakta
- 2003 Team Fakta
- 2004 Alessio-Bianchi
- 2005 Glud & Marstrand Horsens
- 2006 Glud & Marstrand Horsens
- 2007 Glud & Marstrand Horsens